# 任高铭
任高铭（？—？），浙江楚门人，中国共产党早期人物。

## 生平
1928年，在平阳由金国祥介绍，加入中国共产党。1929年4月，他以楚门甘蔗商贩身份从事地下工作。1929年6月，金国祥从上海回温州，中共永嘉中心县委指派金国祥为中共玉环县特派员。金国祥在楚门，与任高铭等接上关系，开始进行民运工作。1929年9月，他在田岙举办民运会议组织开展农民会，并于11月介绍滕泽清加入中国共产党。1930年6月18至22日，金国祥代表玉环出席浙南第三次党代会大会，会后他陪同杨敬燮回玉环，召开全县党员代表大会，选举成立中共玉环县委。金国祥兼任县委书记，蔡育土、任高铭、张显章、杨则益为委员，领导县境3个区委与18个党支部:6。